# 草津温泉
草津温泉（くさつおんせん）は、群馬県吾妻郡草津町草津界隈（江戸時代における上野国吾妻郡草津村界隈、幕藩体制下の上州御料草津村界隈〈初期は沼田藩知行〉）に所在する温泉である。草津白根山東麓に位置する。
毎分3万2300リットル以上の自然湧出量は日本一。室町時代には万里集九が有馬温泉や下呂温泉とともに「三名泉」とし、江戸時代には林羅山もこれらの三温泉を「天下の三名泉」と記した（日本三名泉） (cf. 1502,1662)。
江戸時代後期以降何度も作られた温泉番付の格付では、当時の最高位である大関（草津温泉は東大関）が定位置であった (cf. 1817)。

## 名称
「草津温泉（くさつおんせん）」も古来からの名称であるが、かつては、「草津湯/草津の湯（くさつのゆ）」、あるいは、上野国の異称である「上州」を冠して「上州草津湯/上州草津の湯」と呼ぶことが多かった。現在でもこれらを踏襲した雅称「草津の湯」「上州草津の湯」は頻用される。また、現在では「上州草津温泉」という名称も用いられるが、この表現は雅称的ニュアンスのほかに、他地域の「草津」や「草津温泉」という紛らわしい地名（※「#上州草津と他の草津」節を参照）と明確に区別する意図を含んでいる場合がある。
当地における「草津」という地名の語源は、温泉の硫化水素臭の強いがゆえに、「臭水（くさみず、くさうず、くそうず）」にあるとされる。また、臭處（くさと）という説もある。草津山光泉寺の縁起は、『大般若波羅蜜多経』（通称・大般若経）の一節「南方有名湯是草津湯」が由来であると説いているが、大般若経にはこのような節はなく、俗説である。同寺には、源頼朝が当地を訪ねた折りに、草を刈ったところ湯が出たという話も伝わっているが、後述するように史実性は疑わしく民間語源の可能性がある。
なお、草津温泉を、上毛かるたの「く」の札で「草津（くさづ）よいとこ薬の温泉（いでゆ）」と歌っているのは、地元で「草津」を「くさづ」と読むからで、温泉水の持つ強い硫化水素臭から「くそうづ」と呼ばれたことが今日の地名の由来であるという説がある。
古くから薬湯と知られており、恋の病以外は全て効くと言い伝えられている。

## 地理・地質

### 地理
標高1100～1200mの高地に温泉街が広がっている。北西部には、草津白根山（白根山〈2,160m、湯釜〉、本白根山〈2,171m〉、逢の峰〈2,110m〉）が聳えている（上信越高原国立公園）。

### 泉質
草津温泉の湯は基本的には酸性泉（酸性低張性高温泉）である。場所（源泉）によっては硫黄泉なども見受けられる。pHは2.0程度と酸性度が非常に高く、雑菌などの殺菌効果がある。この強酸性のために下流の品木ダムには酸性中和施設がある。温泉療養にも利用されており、適応症は皮膚病・神経痛・糖尿病ほか。
草津温泉は、草津白根山から東へ流れる地下水に火山ガスが出会って生じていると考えられている。降ってから数ヶ月から数年の比較的新しい地下水が主体となっており、湧出量は直前の降水量の影響を強く受けている。また、白根山の山頂に近いほどpHが低く、含有成分も変わる。

### 源泉
源泉は、公的に管理している大源泉が6つ存在するほかホテル等が所有している小源泉も多数存在する。自噴する温泉の湯量は極めて豊富であり、湯温も摂氏50-95度前後と高い。万代鉱源泉はラジエーターを使い高い湯温を下げて配湯している。昔から草津節などを唄いながら木の板（湯もみ板と言う）で温泉をかき回し、湯温を下げるのが特徴的な「湯もみ」が行われてきた。温泉街には、湯畑を始めとする大小様々の源泉がある。1975年（昭和50年）に万代鉱源泉の利用および町による管理配湯が始まってからは、多くの小規模源泉が破棄された。なお、湯畑を始めとする草津温泉の各源泉には緑色の湯垢のようなものが散見されるが、これはイデユコゴメ類などの温泉藻である。

#### 主な源泉

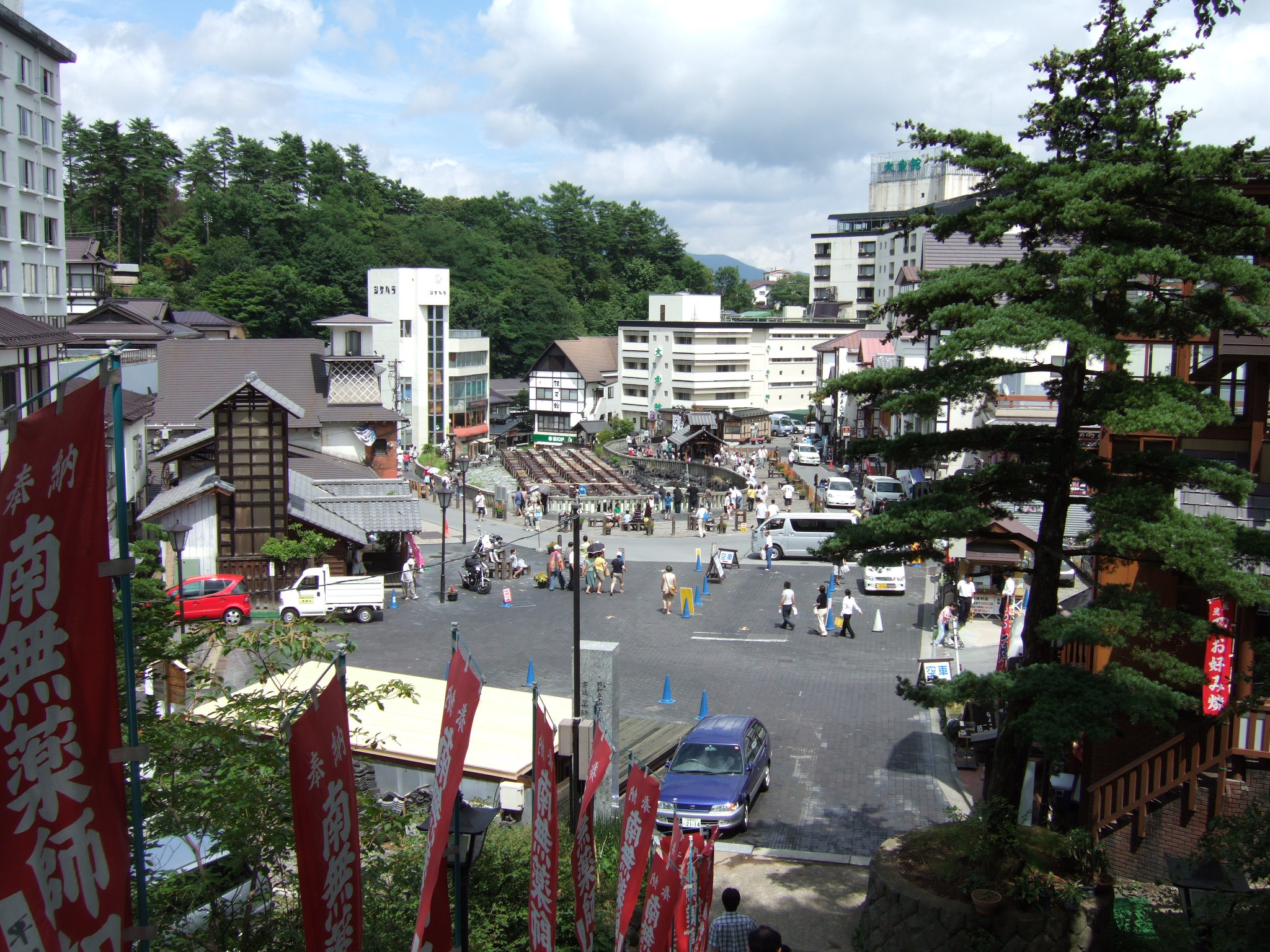
光泉寺の境内から湯畑を見下ろす。
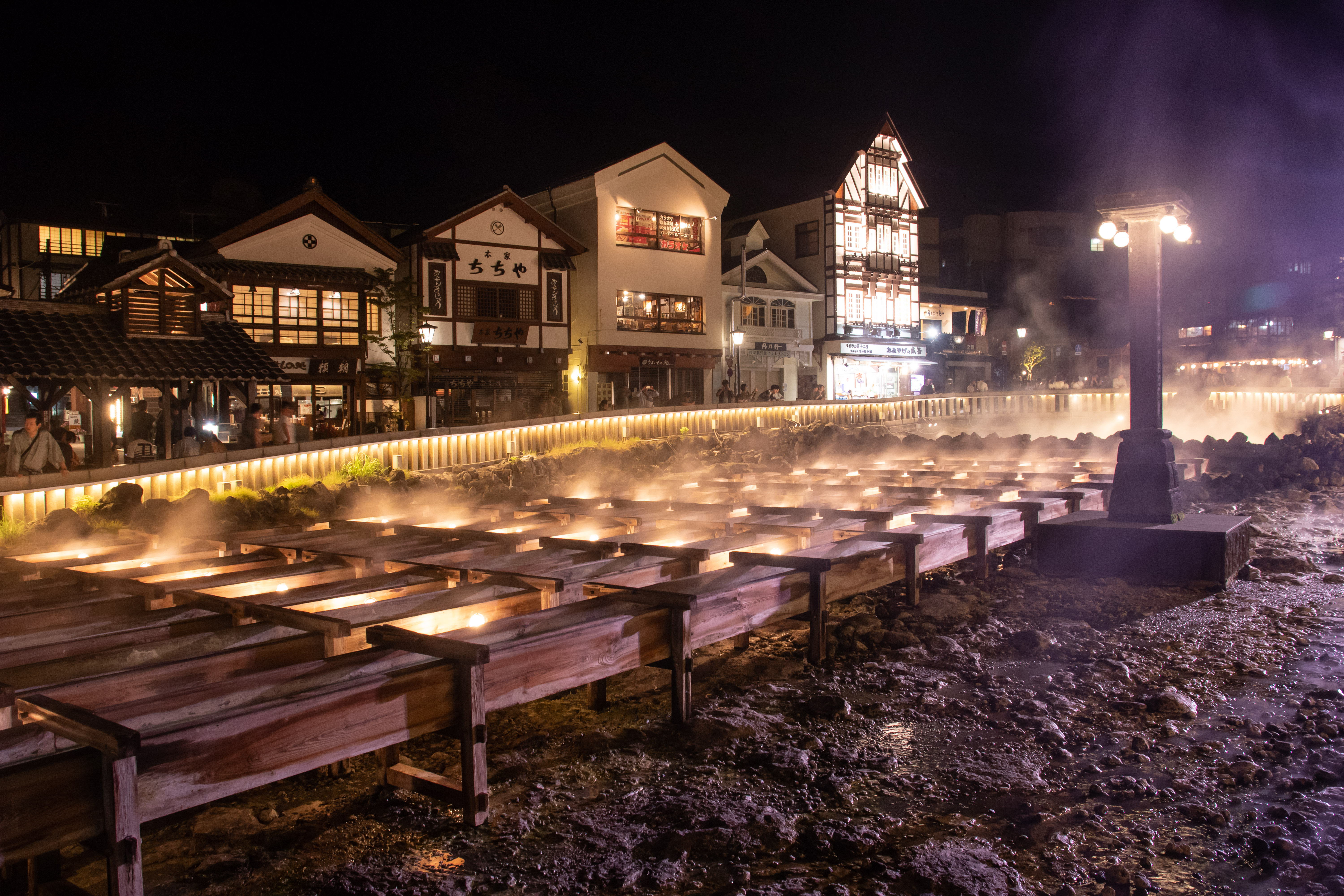
ライトアップされた夜の湯畑
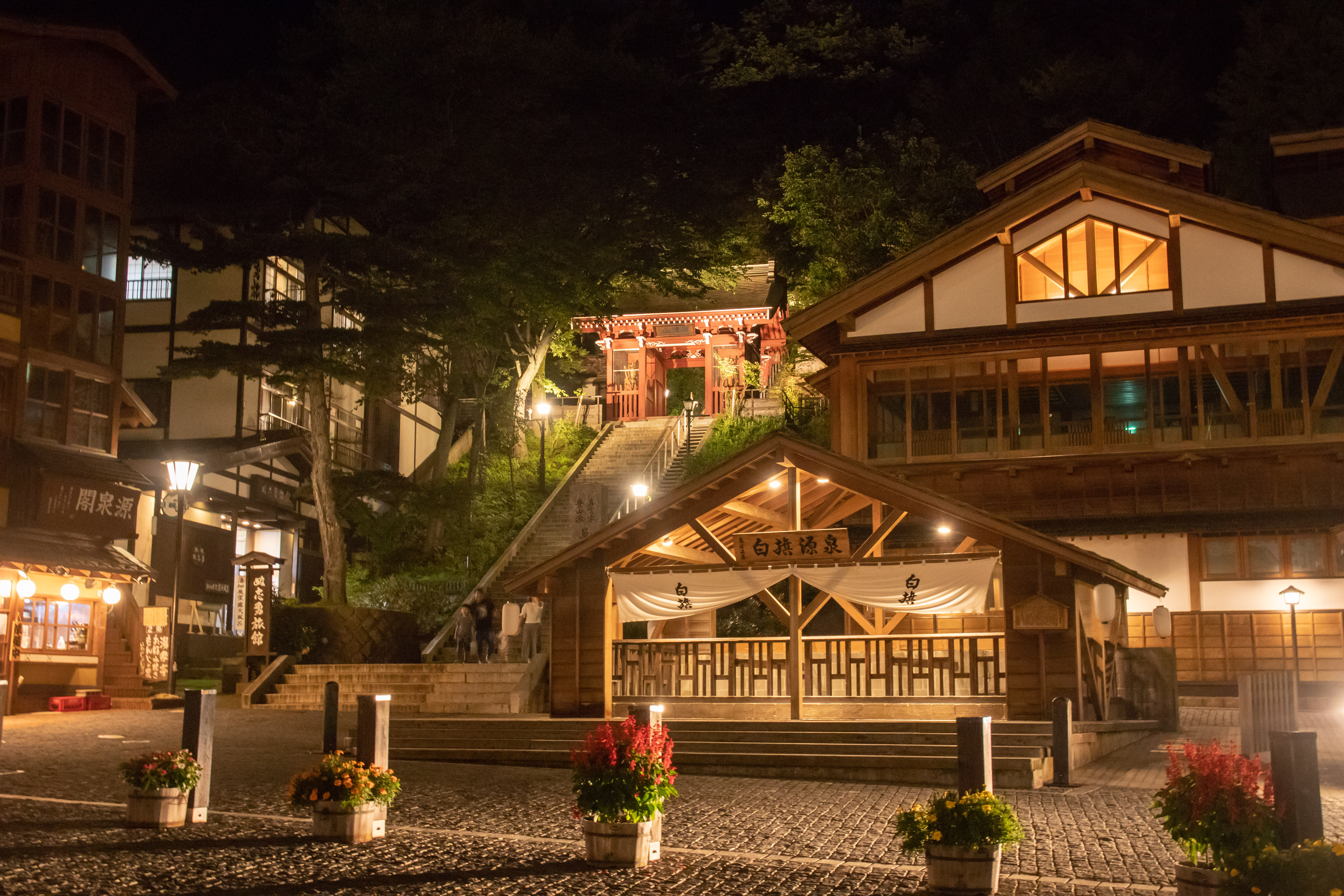
白旗源泉
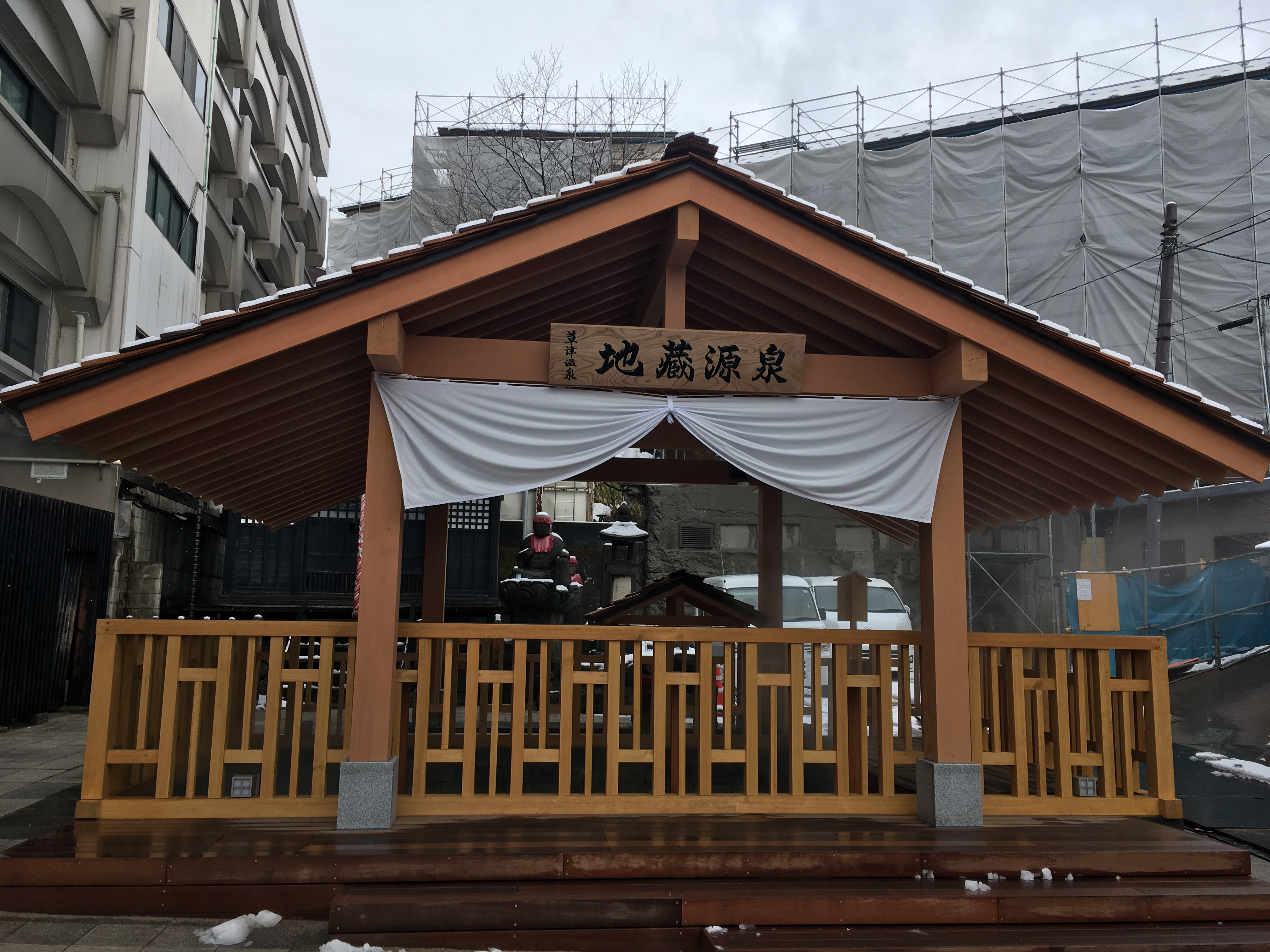
地蔵源泉
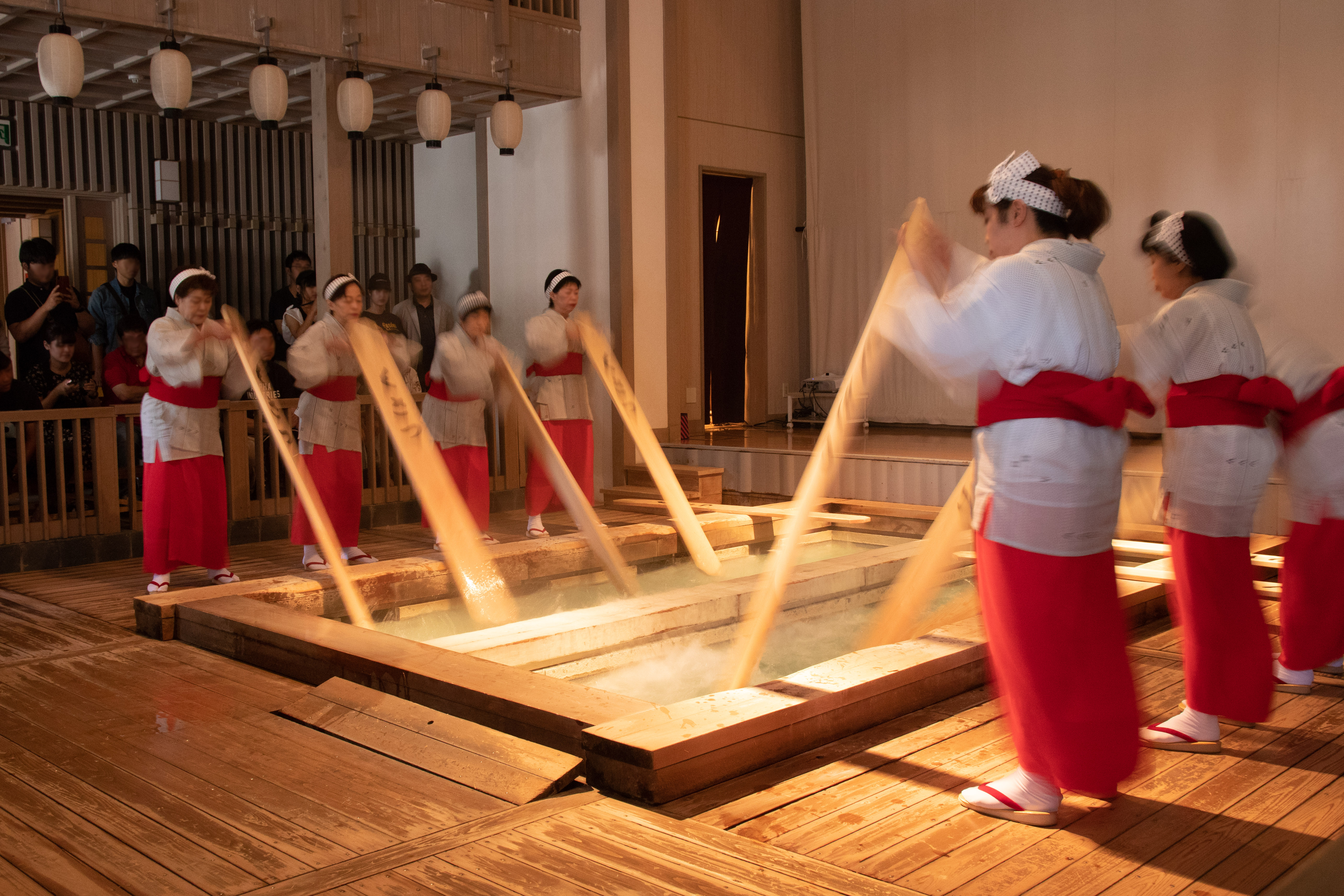
湯もみ
- 湯畑の動画

湯畑（ゆばたけ）
温泉街の中心部に湧き、名実ともに草津温泉の中核をなす源泉である。囲いの内側にある湯樋は、高温すぎる源泉水を加水することなく低温化するための施設であるが、湯の花を採集する目的も兼ねている。湯の花の採集は、江戸時代中期にあたる寛政2年（1790年）頃に始められた。採集は年に3回行われている。
現在の施設は、周囲はロータリー状に整備されている。1975年（昭和50年）当時の町長の経営するホテルに投宿した芸術家・岡本太郎が、地域づくり計画の一環として太郎に手がけてほしいという町長の要請に応じて、デザインと監修を受け持ったものである。
2008年（平成20年）冬季から2016年（平成28年）冬季にかけては、2万球に及ぶLEDを使用した行灯型の和風イルミネーション30基による夜間のライトアップで湯畑を演出する催し「湯畑イルミネーション」が行われた。
木樋を通った湯は最後に滝に到達するが、ここにはかつて「大滝乃湯」（現在は町営温泉施設の名にされている）と呼ばれる共同湯があり、1960年（昭和35年）頃に取り壊されるまでは、草津で唯一、番台のある「滝の湯」があった。
現在では、草津温泉観光協会によって2つのライブカメラが運営されている。
白旗（しらはた）
湯畑から光泉寺という寺院の階段方向に向かった右手に白旗湯畑があり、源泉の湧き出る様子を見ることができる。源泉は源頼朝が発見したと言い伝えられ、源泉内に頼朝を祭った石祠（頼朝宮）があり、町文化財に指定されている。かつては「御座の湯」と呼ばれ、1897年に源氏の白旗にちなみ「白旗の湯」と改称した。草津の主要源泉で唯一白濁しており、湯の花が空気や温泉に混ざることで淡く白濁する。お湯が強酸性のため、刺激が強く入浴すると肌が少しピリッとする感覚を楽しむことができる。熱の湯横の共同浴場「白旗の湯」で入浴が出来るが、引湯している施設は10件程度と希少である。泉質は「酸性・含硫黄－アルミニウム－硫酸塩・塩化物温泉（硫化水素型）」で、源泉温度50.8℃、湧出量毎分約660リットル。特筆事項は、pH値2.1、水素イオン H⁺	8.91mg、硫酸水素イオン HSO4⁻ 195mg、硫酸イオン SO4²⁻ 651mg、臭化物イオン Br⁻	1.5mg、メタケイ酸 H2SiO3 216mg、遊離硫化水素 H2S	7.7mg、等の成分から硫化水素臭を含む独特な匂いと酸味と淡く白濁している事。
西の河原（さいのかわら、にしのかわら）
温泉街西側の荒原地帯に湧く源泉の総称で、現在では一帯は「西の河原公園」として遊歩道などが整備され、気軽に温泉が湧出する様子を観察できるようになっている。源泉の名称はこの付近の河原の名称から取られており、かつては町の西側にあることから西の河原（にしのかわら）と呼び、ここと地蔵の河原の2箇所を賽の河原（さいのかわら）と表現したようだが、現在では西の河原公園内に設置されている看板・案内図等でも西の河原を指して「さいのかわら（SAINOKAWARA）」と記載されている。ここには町営の「西の河原（さいのかわら）露天風呂」があるが、ここの湯は後述する万代鉱源泉から引いたものである。
西の河原の向かって右の河原には、地元では見た目から「マリゴケ（毬蘚）」と呼ぶところの、鮮やかな緑色でモコモコとした絨毯のようなチャツボミゴケ（茶蕾苔）の群生が見られたが、頃の開発の影響によって失われている。なお、奥草津の中之条町六合地区元山にある群馬鉄山の鉄鉱石露天掘り跡の窪み（通称・穴地獄）のチャツボミゴケ公園では本州最大の群生を見ることができる。
地蔵（じぞう）
湯畑から少し入った場所にある。古くから眼病に効くという言い伝えがあり、源泉の脇には名前の通り地蔵堂(目洗い地蔵と呼ばれる)がある。2006年（平成18年）4月に建て替えられた。
煮川（にかわ）
町営の日帰り温泉施設「大滝乃湯」のそばの、湯川の脇に湧出する。大滝乃湯から湯畑方面に伸びる歩道の脇に、茶色のタンクから煙突が伸びたような形状の施設があり、この中に湧出している。宿泊施設には供給されず、供給されているのは源泉近くの共同浴場「煮川の湯」と、前述の「大滝乃湯」のみ。
万代鉱（ばんだいこう）
1970年（昭和45年）に硫黄鉱山の坑道から噴出した新しい源泉で、標高の高い地域では主にここから湯が引かれている。摂氏9５度と非常に高温で熱交換により湯温を下げている。このとき生じる高温の真水は温水として各家庭に供給されるとともに、道路の融雪などにも利用されている。「万代持ちますように」との縁起を担いで名付けられた鉱山だが、温泉の噴出を抑制できなかったことや、硫黄鉱山の需要低下もあって廃坑となった後は、小殺生地区に垂れ流されていた。
しかしながら近年の技術の進歩と多大な努力により有効に活用されている。現在、草津の町に入ると近隣の山の中腹でジェットの如く高く蒸気を吹き上げている箇所があるが、それが万代鉱の源泉である（犠牲者が出たため源泉地区は立ち入り禁止）。pH1.5で含有する成分も多いが、肌の弱い体質の場合は、体に影響を及ぼす恐れがある。溢れ出た湯は湯川の上流で派手に水蒸気を噴き出しつつ投棄されている。

#### その他の源泉
綿の湯（わたのゆ）
お好み焼き屋の下より湧き出る源泉で、主に別荘地や近年になって開業した旅館・ホテル等に供給されている。町による集中管理ではなく、草津温泉配湯株式会社(前述のお好み焼き屋も経営)という会社が所有・管理・配湯しており、共同浴場でこの源泉を引湯しているものはない。
熱の湯（ねつのゆ）
湯もみショーが行われる湯小屋の湯船の底に今でも直接湧いているが、現在は白旗源泉を使用している。熱の湯源泉は千代の湯（旧時間湯浴場のみ）にて使用。
ゆりかご橋
西の河原の上流部に時折湧き出る源泉。
香草（かくさ）
pH1.0-1.2で有効な含有成分も多く玉川温泉と双肩する強酸性泉で、かつては一井旅館の別館が引湯していたが、湧出地点があまりにも奥地でかつ湧出量も僅かであるため現在は使用されていない。川原から今も湧き出ていて野湯ファンが訪れることもあるが、向かうには遊歩道を外れて川や滝を登らなければならない。
エルヴィン・フォン・ベルツが発見したことや、当地での温泉まんじゅう発祥の「さいふ屋」がこの湯で饅頭をふかしていたという歴史がある。

## 温泉街
草津温泉街（くさつ おんせんがい）は、草津温泉の温泉街。その宿泊施設と温泉入浴施設の提供は「草津温泉」として地域団体商標に登録されている。
外国語表記は、2020年開催予定の東京オリンピックに向けての道路標識等の国際化事業の一環として、2015年（平成27年）2月を境に旧来のローマ字表記「Kusatsu onsengai」から英語翻訳表記の「Kusatsu onsen town」に変更された。日本全国の他の温泉街に先駆けての施行であった。他の温泉街でも同様に変更される予定にある。なお、"onsen" は、2010年代には既に「日本様式の温泉」を指す用語として国際共通語化していたことから、ニュアンスの異なる英語 "spa" に置き換えることなく、英語 "spa town" に倣った「onsen town」が採用された。
温泉地の中央に湯畑を中心とした古風な日本情緒に溢れた温泉街があり、それを取り巻くようにリゾートホテルやペンション、大滝の湯、西ノ河原公園、テルメテルメおよび温泉センターなどの温泉関連施設のほか、草津音楽の森国際コンサートホールや草津熱帯圏などの諸施設が位置している。また、草津白根山に面して草津温泉スキー場がある。町外れには湯治に来て亡くなった人の無縁仏が多数ある。
温泉を用いた医療施設として、群馬大学医学部附属病院草津分院が1951年（昭和26年）12月20日に開院し、高血圧・喘息・リウマチなどの治療に温泉を使用していた。2002年（平成14年）3月31日をもって閉院した。
草津温泉の湯畑に設けられた木製の樋を利用して行われる湯の花の採集は、江戸時代中期にあたる寛政2年（1790年）頃に始められた。以来、よく知られた土産物としても流通している。現代（2010年代）では、プラスチックのねじ込みの円錐状容器に赤文字で「湯の花」と筆書体で印刷され、1,500円程度で販売されている。
- 関連事象の年表での記載位置 - 1790年、1913年、1951年、2002年、2015年

### 湯治場
古来、草津温泉は「万病に吉」と謳われ、多くの湯治客を迎え入れてきた。温泉の保温効果に加えて、草津温泉の強酸性泉による殺菌作用、成分に含まれる硫酸アルミニウムによる収斂作用、皮膚の刺激作用により切り傷から、ハンセン病、梅毒、皮膚病まで幅広い病の患者を受け入れてきた。子供の頃病弱だった尾崎行雄は草津温泉に1か月湯治したところ持病の頭痛も皮膚病も完治したと自伝に書き残し、当時（明治初期）は浴場の周囲にハンセン病や梅毒患者が充満し、二、三度彼らと混浴したことを記している。

#### 時間湯と湯長
草津温泉が考案した独特の入浴法として「時間湯」がある。これは、湯もみによる低温化と組み合わせたもので、1877年（明治10年）頃に完成した。温度が高過ぎて人間の入浴に適さない草津温泉の源泉の湯を、加水することなく適温化するために考え出された方法で、温泉成分が加水で薄まることを避けることができる。湯もみ板で湯をもみ、湯長の号令で一斉に入浴し、3分間の入浴を行う。最盛期には、熱の湯、白旗の湯、松の湯、千代の湯、鷲の湯、地蔵の湯の6湯で行われていたが、2010年代には、千代の湯、地蔵の湯の2湯で行われるのみとなった。
湯長制度は医師法に抵触する懸念などが指摘されたため2019年7月31日をもって廃止し、時間湯の名称は残しつつ千代の湯と地蔵の湯を無料化し、湯温を以前の48度から42度へ下げた。

#### 伝統湯浴場
草津町は2021年（令和3年）10月1日付で条例改正を行い「時間湯」の名称を「伝統湯」に変更し、これまで時間湯が行われてきた浴場を指定管理から町の直接管理に改め「伝統湯浴場」と称することになった。草津町の説明によると湯長廃止の議論の中で、町は「時間湯」の商標登録を目指していたが、町議会委員会で審議入りした数日後に町側よりも早く時間湯関係者が「時間湯」を商標登録しようとしていたことが明らかとなり「私物化」や「科学や法令に基づかない伝統への独善を断ち切る」ことを名称変更の理由としている。
2021年10月1日の条例改正により、「地蔵の湯」は「伝統湯地蔵」に名称を変更して時間湯を廃止するとともに貸切風呂に変更し、「千代の湯」は「伝統湯千代」に名称を変更して管理人が常駐して湯もみやかぶり湯といった伝統的な作法を利用者に手ほどきする施設に変更される。

### 共同浴場

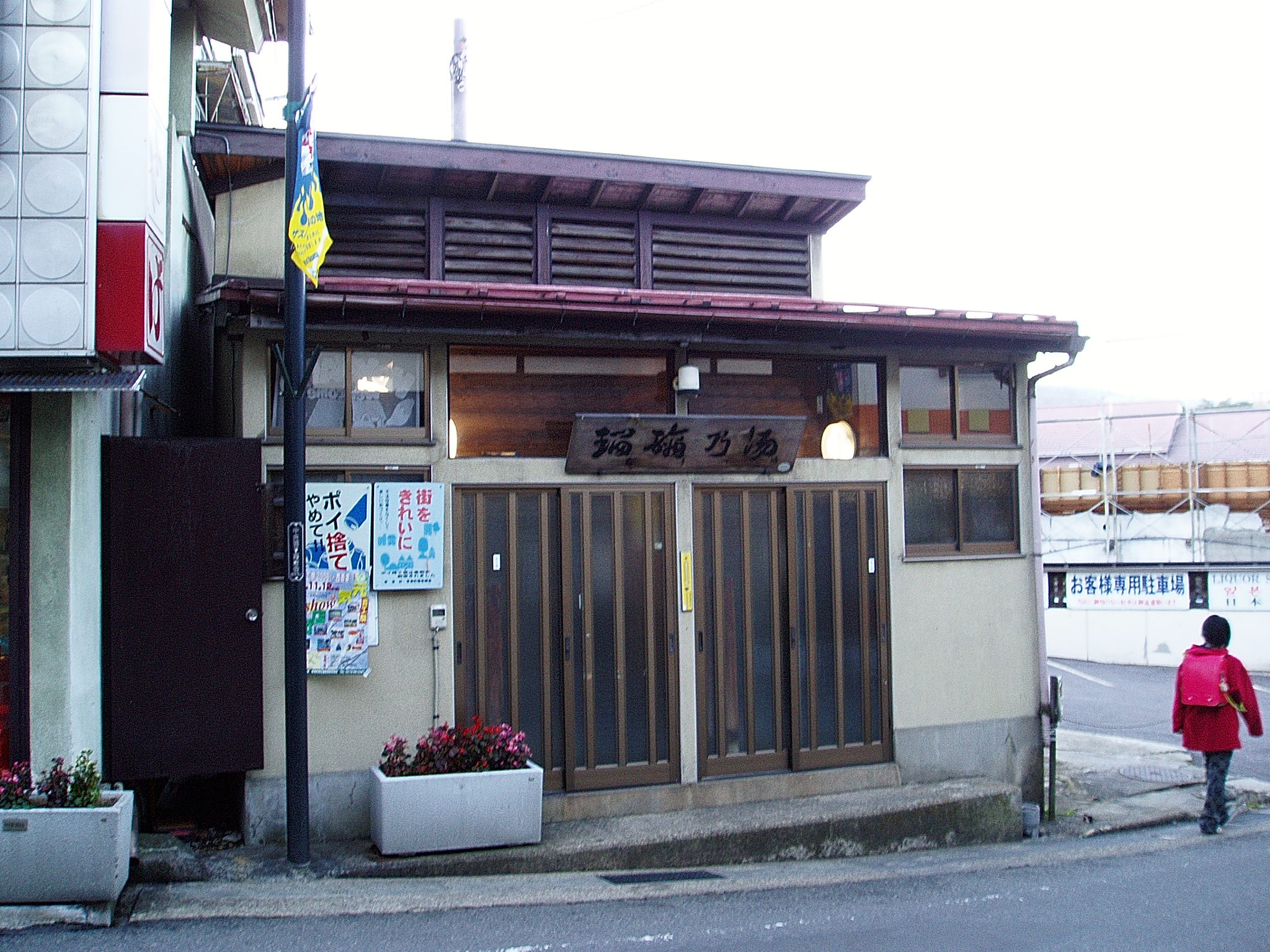
「瑠璃の湯」

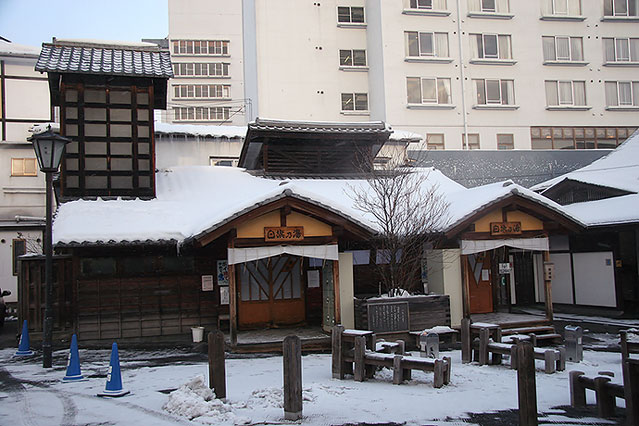
「白旗の湯」

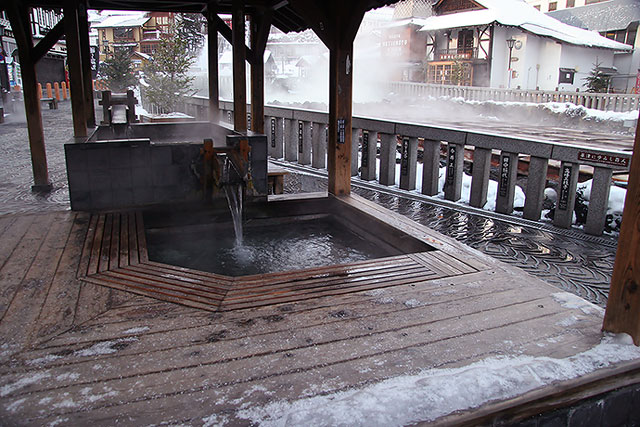
足湯

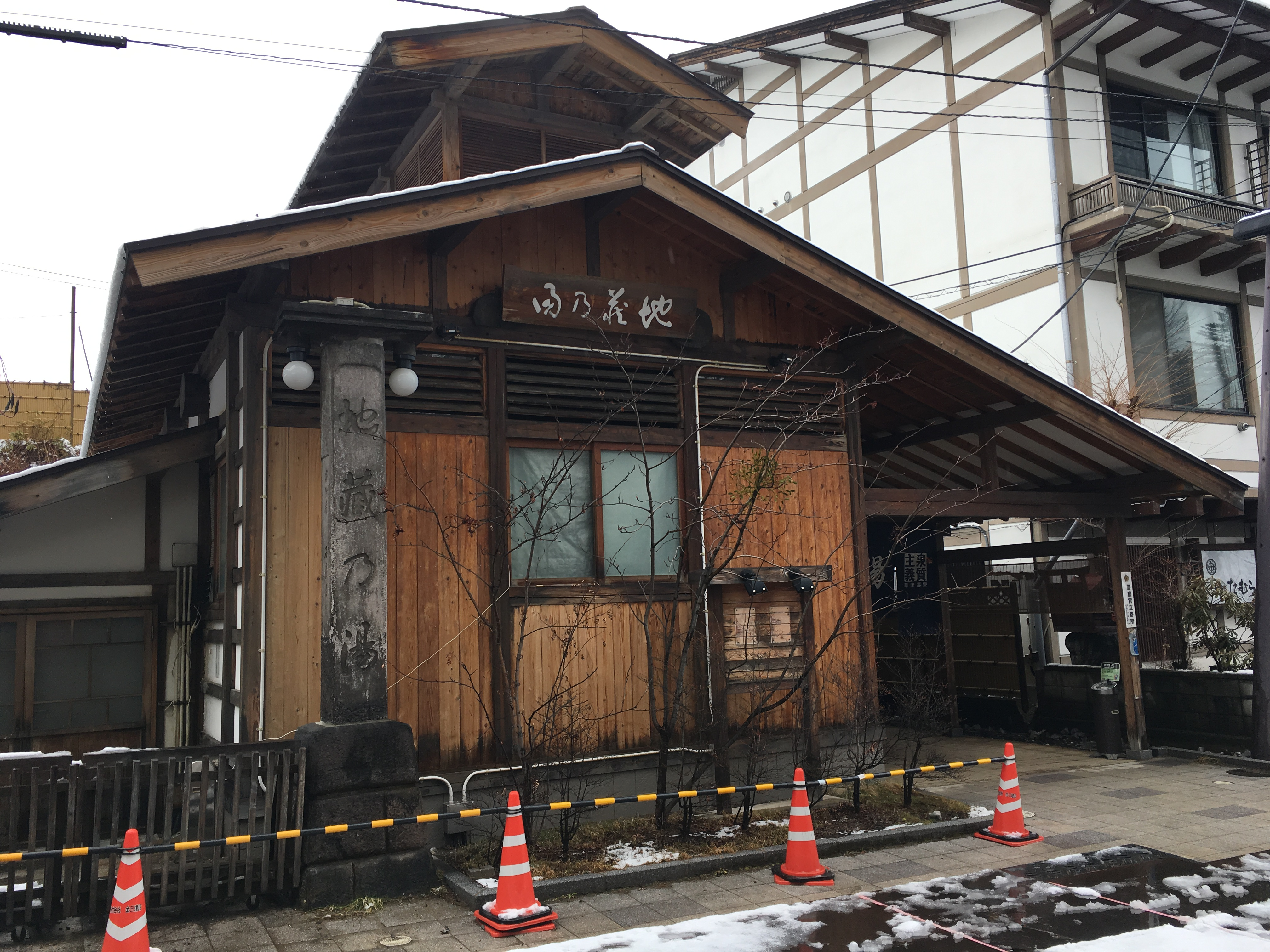
地蔵の湯

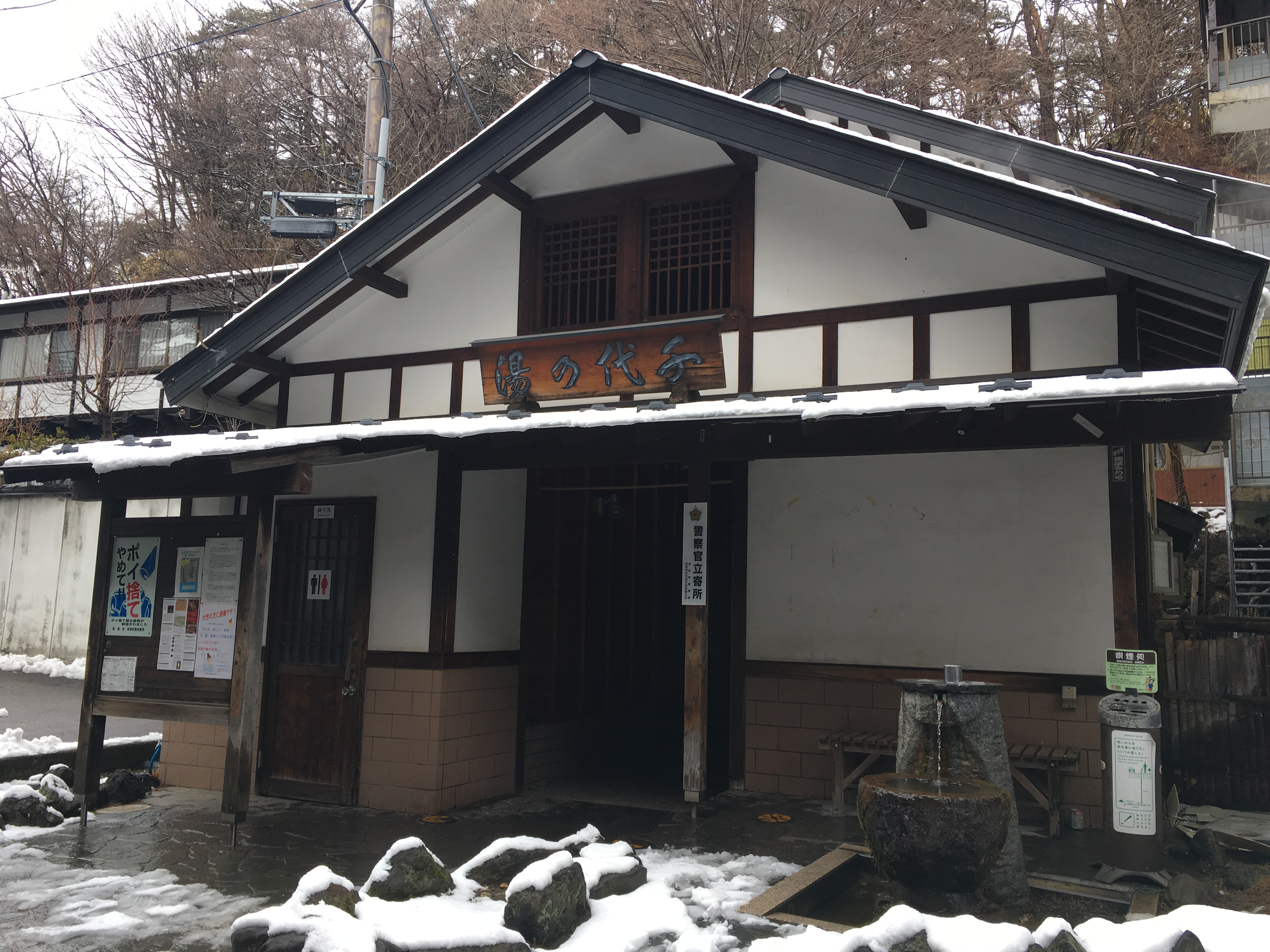
千代の湯

町内の適所に19カ所の共同浴場を設置して、無料にて開放し、住民はもとより観光客も、利用が可能。コロナ禍において、公に観光客向けに利用解放しているのは白旗の湯、地蔵の湯、千代の湯の三ヶ所のみ。三ヶ所以外の浴場は、該当区の住民と管理人の意向により決定されため、状況次第で変更される。
共同浴場名と利用源泉は以下のとおり。
- 白旗の湯：白旗源泉
- 巽の湯：湯畑源泉
- 翁の湯：湯畑源泉
- 千代の湯：旧時間湯浴場は熱の湯源泉、共同浴場は湯畑源泉（2021年10月1日より「伝統湯千代」に名称を変更）[32]
- 長寿の湯：湯畑源泉
- 白嶺の湯：湯畑源泉
- 千歳の湯：湯畑源泉
- 瑠璃の湯：湯畑源泉
- 睦の湯：湯畑源泉
- 喜美の湯：湯畑源泉
- 関の湯：湯畑源泉
- 煮川の湯：煮川源泉
- 地蔵の湯：共同浴場は地蔵源泉、旧時間湯浴場は近接の独自源泉（2021年10月1日より「伝統湯地蔵」に名称を変更）[32]
- 凪の湯：西の河原源泉（以前は凪の湯源泉）
- こぶしの湯：万代鉱源泉
- 恵の湯：万代鉱源泉
- つつじの湯：万代鉱源泉
- 長栄の湯（旧町営の湯）：万代鉱源泉
- 碧の湯：万代鉱源泉

### 手洗乃湯
湯畑周辺の街中に設置された、源泉で手を洗うための設備。
設置経緯は、草津町と群馬大発ベンチャー企業のグッドアイが、草津温泉の源泉の湯が、新型コロナウイルスの感染力をなくす「不活化」に効果があることが、研究により突きとめられ公表。そして同社兼務群馬大教授は、酸以外にも何らかの温泉成分が不活化に寄与しており、どの成分が関係しているのか調査を続けるとしたと発表。その研究結果から、草津町では地域住民と観光客の方が気軽に手の消毒ができる設備計画を検討し、2021年3月に3カ所設置。感染を完全に防ぐわけではないものの、今後も安心安全を根差す街として、各所に造る計画をしている。
- 2021年3月に湯畑周辺に３箇所[39]
- 2021年6月に地蔵源泉付近に1箇所[40]
- 2021年中にバスターミナルと西の河原公園にも設置予定[41]

### 内湯めぐり 和風村
草津温泉の旅館15軒が「和風村」の名前で各旅館の内湯の日帰り入浴サービスを行っている。加盟する旅館で「通行手形」を購入することで利用可能。
- うららの湯：つつじ亭
- 永楽の湯：たむら
- 延寿の湯：松村屋
- お汲上げ（おくみあげ）の湯：奈良屋
- 君子（くんし）の湯：大阪屋
- さい泉（さいせん）の湯：草津ホテル
- たぎちの湯：ひのき亭牧水
- 玉すだれの湯：ての字屋
- 万代の湯：望雲
- 弁天の湯：益成屋
- 薬師（やくし）の湯：湯元館
- 安兵衛（やすべえ）の湯：日新館
- 龍神の湯：群龍館
- 若の湯：山本館
- 若乃湯：草津館

## 歴史

### 安土桃山時代以前
ヤマトタケル（日本武尊）、行基、源頼朝が開湯したとの俗説（開湯伝説）があるが、同時代の記録（碑文や文書）に草津温泉を起想させる内容は見られない。
上州草津の温泉について今日まで伝えられている最古の記録は、戦国時代前期の事柄について当時より後世の人物が記したものである。それは文明4年（1472年）、信州西厳寺住職の招きで浄土真宗本願寺派第8世宗主・蓮如が越前吉崎（現・福井県あわら市吉崎）の吉崎御坊より来草して布教したというものであるが、係る記録は他の記録と年号が食い違っているうえ、後世に記したものであるため、真偽のほどは定かでない（草津温泉温泉観光士講座より抜粋）。ともかくも、史料として既知で最古の例である。

### 安土桃山時代
戦国時代には上杉氏の支配下に入り、上杉謙信が関東出兵の帰途に上杉憲政と共に草津温泉で療養していた記録があるが、程なく武田信玄の西上野進出に伴って武田氏に支配権が移る。この時代、湯本氏が文献に多く登場し、草津の湯治客からとる湯銭を武田氏配下の真田氏に納めたり、草津や白根で採れる硫黄を戦国大名に贈ったりしている。文禄3年（1594年）10月には大谷吉継が湯治で滞在していることが確認される。豊臣秀吉が徳川家康に草津入湯を勧めた書状なども伝わっている。真田信之の保養法は、湯治と信濃の自然鑑賞で、療養や江戸詰めの後などにしばしば草津温泉を利用している。効能を熟知していたとみえ、知人らにも勧めて幕臣の島田利正が湯治を計画するや、その面倒をみている。太閤・豊臣秀吉は文禄4年3月（1595年の4月か5月）に草津湯治の綿密な計画を立てるほどの温泉好きであった。
なお、草津温泉の由緒として『吾妻鏡』によると、建久4年8月（1193年9月頃）に源頼朝が浅間山で巻狩りを行った際に、木曾義仲の遺臣で義仲遺児を匿って草津に潜んでいた細野氏を見出し、湯本の姓を与えて草津の地頭とし、以後、湯本氏は温泉経営をもって北条・足利に仕えた」とよく云われているが、『吾妻鏡』にそのような記述は無い。近在の人に自分の権利を認めさせるための作り話しであろう。

### 江戸時代

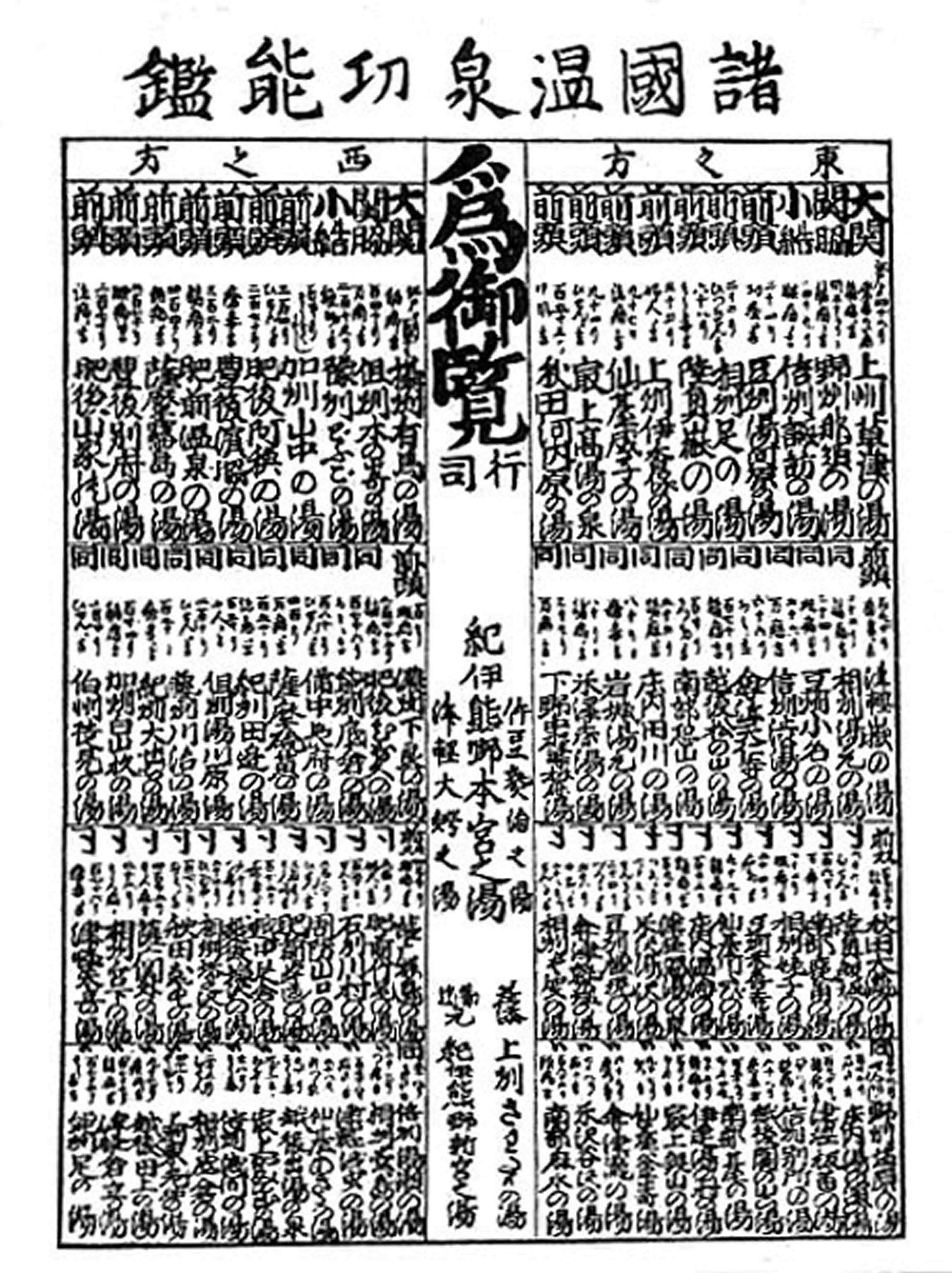
嘉永四年板『諸国温泉功能鑑』（1851年刊行）

江戸時代初期は真田氏の沼田藩、その後は天領として江戸幕府の直轄支配を受けている。湯本氏は沼田藩の家老として重用されていたが、後に本家は改易処分となる。現在と比べて交通は不便にもかかわらず、湯治客で賑わいは年間1万人を超える数を記録している。近世を通じて60軒の湯宿があり、幕末には「草津千軒江戸構え」といわれるほど栄えていた。草津温泉は泉質が強烈なため、湯治後に肌の手入れのために入る「草津の上がり湯」なる温泉として、四万温泉や沢渡温泉がある。
18世紀初頭になると、「かこい湯」「幕湯」という貸し切り湯の習慣ができ、のちに内湯が設けられるようになった。

### 近代
明治時代、スウェーデンの人文学者アドルフ・エリク・ノルデンショルドは草津訪問記を著し、その中で草津温泉には療養する病人が多く、草津はそれら病人によって成り立っており、病人たちが罹患しているのは梅毒やハンセン病（らい病）、脚気である、としている。お雇い外国人として来日したドイツ人医師エルヴィン・フォン・ベルツ、および宣教師コンウォール・リーによりハンセン病に効く湯治場としての地位が確立され、草津温泉郷にはハンセン病集落が出来ている。
その後、1931年（昭和6年）にらい予防法が制定されると、その直後の1932年（昭和7年）には国立らい療養所栗生楽泉園が開設されている。
大正期には軽井沢から軽便鉄道（草軽電気鉄道）が草津まで開通したほか、後に高崎・渋川などからバスも乗り入れるようになった。長野原線（現・吾妻線）が長野原駅（現・長野原草津口駅）まで開業したのは太平洋戦争後の1946年（昭和21年）である。
戦後、日本にもハンセン病治療薬「プロミン」が導入され、これが絶大な治療効果をもたらした。さらにリファンピシンの登場によってハンセン病は克服されたため、温泉療法は急速に廃れ、ハンセン病の湯治場として成立してきた草津温泉は方向転換を余儀なくされた。その後は群馬県を挙げて、観光客を集める温泉観光地としての道を歩むこととなる。
1975年（昭和50年）に湧出量4700L/分の万代鉱源泉の利用が始まり、これを機に草津町による集中管理給湯システムが整えられた。給湯量に余裕ができ、それまで温泉施設の無かった高台にも給湯が可能になったため、一気に草津温泉の規模は拡大した。
2006年（平成18年）には草津温泉の土産物店、ホテル、旅館などで売られている「湯の花」の多くが、同温泉で採集されたものではなく、硫黄に炭酸カルシウムを混ぜて製造したり、近隣の温泉の湯の花であったりしたことが判明した。これを受けて公正取引委員会は、景品表示法違反（優良誤認）で製造販売した4社に排除命令し、6社には排除勧告を行った。しかしその後も人工の入浴剤がパッケージを変更して販売されているのではないかという指摘がある。なお草津町が販売している湯の花は、発売元が「群馬県草津町」と表示されたプラスチック容器に入ったものである。これは年間約5,000個ほどしか販売されていない。

### 上州草津と他の草津

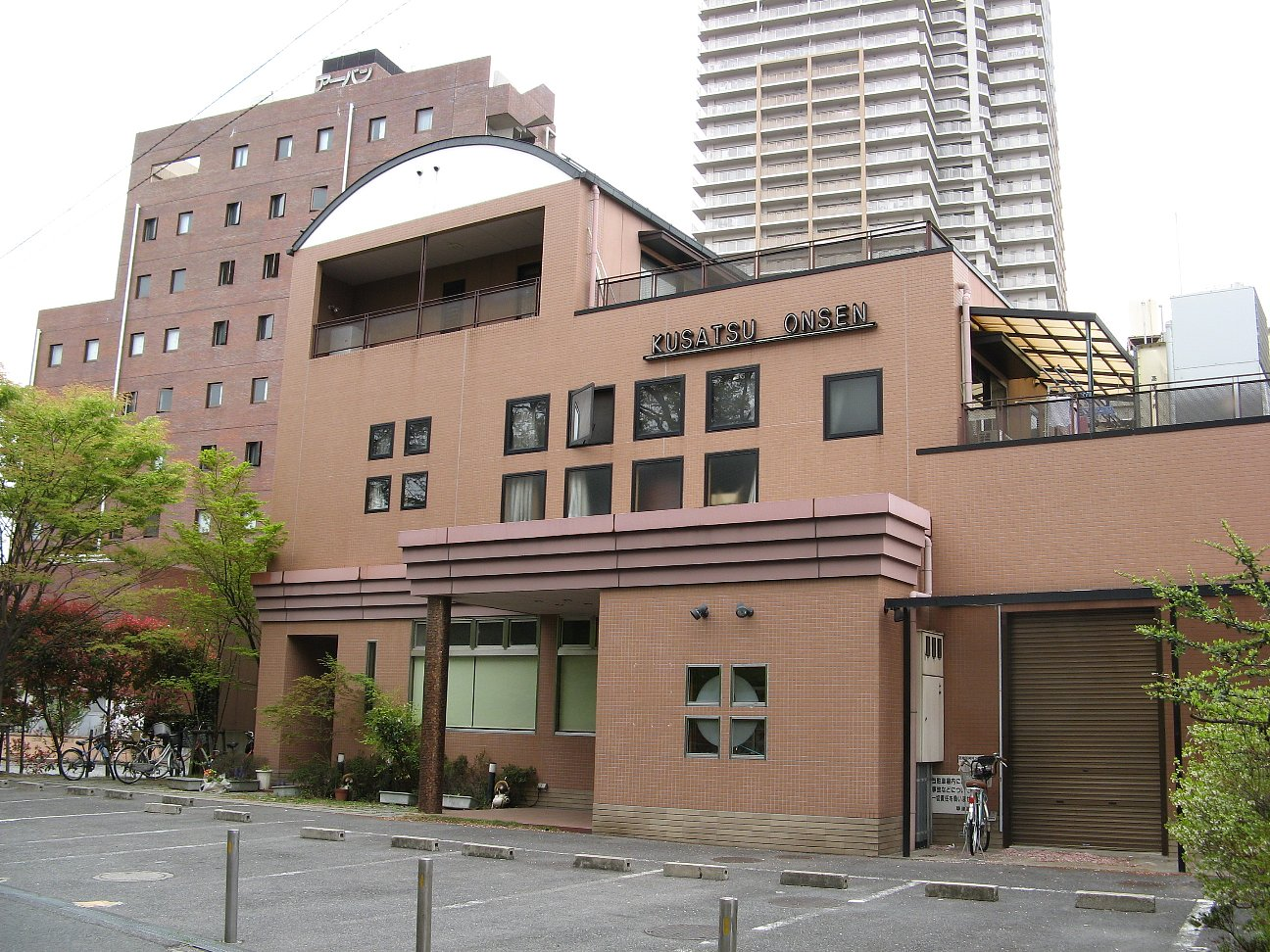
滋賀県草津市の銭湯「草津温泉」

「草津」という地名は当地以外にも存在する。知名度において滋賀県草津市はその筆頭といえよう。東海道五十三次屈指の宿場町である草津宿や、天井川である草津川で、昔から有名な地域である。群馬県の草津町と滋賀県の草津市は、地名を共有する縁をもって、1997年（平成9年）に友好交流協定を締結した。
「草津温泉」と称する銭湯が、滋賀県の草津市にはある（■右の画像を参照。現在は閉館）。草津市以外にも、山梨県甲府市にあり、愛知県名古屋市熱田区にもかつてはあった（2012年に廃業）。草津市の銭湯「草津温泉」では、人工湯の花を入れた露天風呂を設けている。甲府市の銭湯「草津温泉」は独自の源泉を使用し、掛け流しで提供している。名古屋市の銭湯「草津温泉」は、草津温泉（群馬県草津町の草津温泉）から取り寄せた湯の花を使用していた。

### サッカーと草津温泉
Jリーグ3部リーグ（J3リーグ）のサッカークラブであるザスパクサツ群馬は、草津町と前橋市を中心とする群馬県全県をホームタウンとしている。1999年（平成11年）、前身にあたる群馬県社会人サッカーリーグ所属チーム「リエゾン草津」が存続の危機に陥った折、主に地元サッカークラブの協力を得て解体を免れているが、草津町および草津温泉旅館協同組合も手を差し伸べており、草津温泉としては、チームにとどまった4名の選手に草津温泉の宿泊施設などでのアルバイトを斡旋し、雌伏の時を過ごすための雇用環境を整えることなどで支援した。危機を乗り切ったチームは、2002年（平成14年）4月、「ザスパ草津」に改称し、草津温泉湯畑で発足式が催された。その名は、英語で「療養目的の温泉」を意味する「spa（スパ）」とチーム誕生の地である「草津温泉」に由来する。同年8月1日には、チームのマスコット「湯友」が誕生した。2003年（平成15年）2月5日には、草津町大字草津にて、株式会社草津温泉フットボールクラブ（草津温泉FC）が、群馬県社会人サッカーチーム「ザスパ草津」（現・ザスパクサツ群馬）の運営会社として設立された。
チームはその後躍進を遂げて、J2リーグのサッカークラブ「ザスパクサツ群馬」となった。クラブ名に含まれる「草津」の影が薄くなったのは、従来の名称では発祥地である草津の名が目立ちすぎて草津町という狭い地域のみがホームタウンであると誤解される怖れがあるため、これを避け、ホームタウンは群馬県全県であると訴求しつつも「ザスパ群馬」と略されないよう考案された新名称であった。なお、2024年以降はクラブ名（正式名称）は「ザスパクサツ群馬」のままであるものの、呼称を「ザスパ群馬」と改めている。
なお、草津温泉でのアルバイト雇用は、2020年（令和2年）現在もセカンドチームであるザスパ草津チャレンジャーズ（関東サッカーリーグ所属）によって続けられている。

### 年表

#### 室町時代以前
- 神代（古墳時代以前） - ヤマトタケル（日本武尊）の草津開湯伝説（俗説）あり。
- 天平時代（奈良時代中期） - 行基の草津開湯伝説（俗説）あり。
- 建久4年頃（1193年頃、鎌倉時代前期） - 源頼朝の草津開湯伝説（俗説）あり。
- 文明4年（1472年、戦国時代） - 上州草津の温泉についての初出[* 7]（現存記録上最古の登場）史料が示す年／信州西厳寺住職の招きで浄土真宗本願寺派第8世宗主・蓮如が越前吉崎（現・福井県あわら市吉崎）の吉崎御坊より来草して布教したという。真偽の怪しい後世の記録ではあるが、史料として係る記述は既知で最古の例である。
- 文明18年（1486年） - 尭恵（藤之坊尭恵。僧で歌人）の来草・入湯[15]。
- 延徳3年（1491年） - 万里集九（禅僧で歌人）の来草・入湯[15]。
- 文亀2年（1502年）
  - 4月（西暦換算：5月頃[* 11]） - 美濃国鵜沼[* 12]在住の万里集九が、この時、漢詩文集の東国旅行記『梅花無尽蔵』全7巻をまとめ終え、永正3年（1506年）に刊行する。その中に、上州草津の湯を含む日本の最たる名泉について「本邦六十余州 毎州有霊湯 其最者 下野之草津 津陽之有馬 飛州之湯島三処也（口語訳例：我らが60余りの国にはそれぞれに霊湯〈※神憑った効能をもつ温泉〉を有するが、その最たるものは、下野〈※上野国の誤りと思われる〉の草津、摂津の有馬、飛騨の湯島〈※下呂温泉〉の3箇所である）」とある。有名な林羅山の日本三名泉（江戸時代前期）は、万里集九の挙げた三名泉の追認・焼き直しと考えられる。
  - 月日不明 - 歌人・宗祇（連歌師）の来草・入湯[15]。

#### 安土桃山時代
- 天正10年（1582年） - 織田信長軍甲州征伐勢後発隊のうち、信長直率の丹羽長秀・堀秀政・多賀常則（多賀新左衛門）が来草・入湯。
- 天正15年（1587年）
  - 月日未確認 - 浄土真宗本願寺派第11世宗主・顕如の来草・入湯。
  - 月日未確認 - 徳川家康正室・駿河御前（豊臣秀吉の異母妹・朝日姫）が、病気療養のために来草・入湯。
- 天正16年（1588年） - 関白・豊臣秀次の来草・入湯。
- 文禄4年（1595年） - 太閤・豊臣秀吉が入湯の触書を出す[15]。
- 慶長元年（1596年） - 太閤・豊臣秀吉が病中の江戸内府・松平家康（のちの徳川家康）に草津の湯の特効を教え、湯治を奨める[15]。
- 慶長3年（1598年） - 豊臣政権の重鎮（五大老上首）・前田利家の来草・入湯。

#### 江戸時代
- 寛文2年（1662年） - 儒学者・林羅山の死後5年目のこの年、漢詩文集『羅山林先生文集』（現代通称：羅山文集）が刊行される（板元[* 10]は荒川宗長）[55]。そのうちの巻第3に、上州草津の湯を含む日本の最たる名泉について「諸州多有温泉 其最著者 摂津之有馬 下野之草津 飛騨之湯島 是三処也（口語訳例：諸州は温泉を多く有す。その最も著しいものは、摂津の有馬、下野〈※上野国の誤りと思われる〉の草津、飛騨の湯島〈※下呂温泉〉、この三箇所である）」とある。これが現在「林羅山の日本三名泉」と呼ばれる件である。しかし、年表上1502年の位置ですでに述べたとおり、万里集九の三名泉との比較で、誤記と思われる箇所まで一致していることから、林羅山の三名泉は万里集九の三名泉を追認・焼き直ししたものと考えられる。
- 元禄年間（1688-1704年中） - この頃、外湯（共同湯）はまだ5箇所であった。
- 正徳3年（1713年） - 湯樋事件が起こる。地域で共有されるべき湯水を湯本氏の3家が非常識にも自営の湯屋に引湯して内湯を設けたことに、全村民が怒り、3家の専横を公儀に訴える。結果、3家は内湯へ引湯するための湯樋（湯を流す樋）の撤去こそ免れたものの、湯屋の客用には外湯のみを当てるよう、制限を受けることとなった。しかし、この事件をきっかけとして湯屋に内湯を設ける傾向が急速に強くなった。
- 享保2年（1717年） - 江戸幕府第8代将軍・徳川吉宗が、汲み上げさせた草津の湯を江戸城まで運ばせて入浴する[15]。
- 安永9年（1780年） - 漢学者・平沢旭山の来草・入湯[15]。

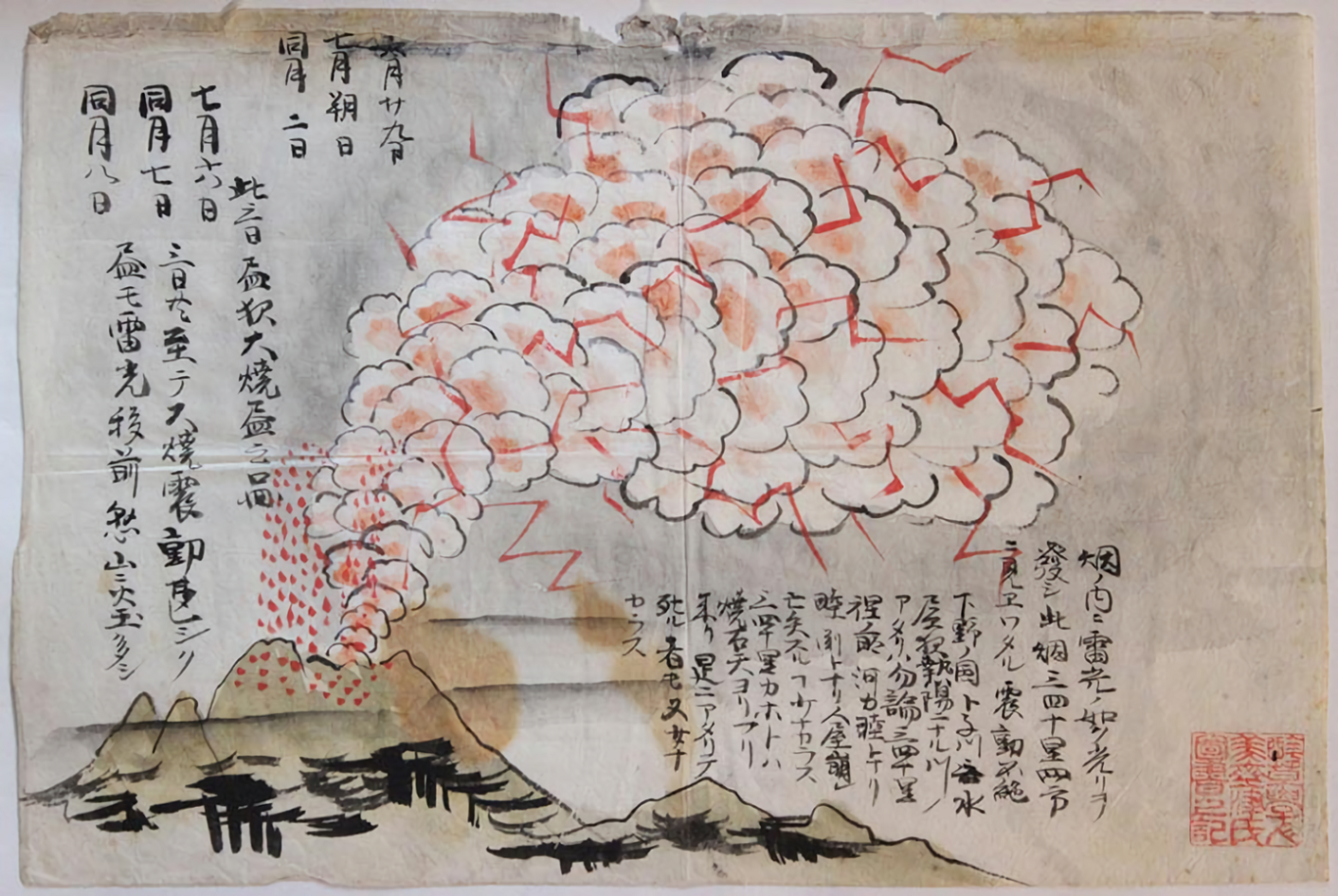
浅間山の天明大噴火による火山雷を描いた絵図

- 天明3年6月（1783年7月） - 浅間山の天明大噴火が起こり、火山雷も発生。この時、浅間山の噴火を見物しようと草津温泉に客が集まり、彼らは「あれは江戸の花火ではないか」と話しながら（噴火する浅間山を）眺めていたという[56][57]。
- 寛政2年（1790年） - この頃から、湯畑にて湯の花の採集が始まる[15]。
- 寛政3年（1791年） - 江戸の俳人・小林一茶が、草津へ数泊の旅をする。
- 文化5年5月25日（1808年6月18日） - 信州柏原（信濃国水内郡柏原村、現・長野県上水内郡信濃町大字柏原）へ帰郷する小林一茶が、草津に立ち寄る。
- 文化13年（1816年） - 湯畑に「湯滝の灯籠」が設置される／草津温泉に寄贈された常夜灯は湯畑に設置され、優れた景観を生み出している。現存。
- 文化14年（1817年）1817 - 京都にて、現存最古の温泉番付である墨屋小兵衛板[* 10]『諸国温泉功能鑑』が刊行される／「上州草津の湯」名義の草津温泉の格付は東大関。
- 文政年間（1818-1831年） - 江戸の戯作者・十返舎一九が、2度にわたって来草・入湯。
- 文政8年（1825年） - 殺生河原で硫黄の採掘が始まる[15]。
- 嘉永元年（1848年） - 兵学者・佐久間象山（松代藩士）が来草・入湯し、『トウ野日記』を著す[15]。
- 安政2年（1855年） - この年、外湯（共同湯）は15箇所を数える／御座の湯、熱の湯、脚気の湯、綿の湯、松の湯、千代の湯、地蔵の湯、鷲の湯、とみの湯、熱川の湯（煮川の湯）、白寿の湯、玉の湯、瑠璃の湯、凪の湯。
- 慶応2年（1866年） - この年、外湯（共同湯）は20箇所を数える／安政2年の15箇所に、笠の湯、ふちの湯、金比羅の湯、君子の湯、百里の湯が新たに加わっている。

#### 明治時代
- 明治2年（1869年） - 草津で大火あり[58]。

- これによって当地における旅館業界の世代交代が一気に進展し、草津温泉ではそれまで全国で普通に行われていた湯治場でのハンセン病患者と一般客の混在を廃した。

- 1877年（明治10年） - この頃、時間湯の入浴法が完成し、湯揉みが始まる[15]。
- 1878年（明治11年） - ドイツから帝国大学医科大学に招かれたエルヴィン・フォン・ベルツが、初めて来草・入湯[58]。

- その後たびたび訪れることとなるベルツ博士は、草津温泉の温泉治療効果の高さを医学論文として発表し、草津高原の景観の素晴らしさや草津温泉の観光地としての魅力も合わせて、世界に知らしめる。

- 1887年（明治20年） - 湯之沢集落（湯之沢部落）の開村。草津温泉街からハンセン病患者を排除する気運が高まりを見せる中、ハンセン病患者は草津温泉改良会がそれと定めた草津温泉街の東外れにある谷地に自治集落「湯之沢」を開村し、世間から隔離させた「もう一つの草津温泉」が生まれることとなった[58]。湯之沢というのは、「投げ捨て谷」とか「骨ヶ原」などと呼ばれて草津で最も忌み嫌われる地域であった[58]。
- 1890年（明治23年） - ベルツ博士が、草津に約6000坪の土地と温泉を購入し、世界最高水準の理想的な温泉保養地づくりを目指す[58]。しかしこの計画は、地元住民の反対もあって挫折した[58]。
- 1897年（明治30年） - 神山復生病院第3代院長ベルトランが、湯之沢集落を視察／その後、病院を作ろうとしたが、周辺住民の妨害に遭って頓挫する。
- 1907年（明治40年）3月18日 - 国が癩予防法を制定し、明治を迎えて以降既にあったハンセン病患者という存在を「先進国にありまじき国辱」と考える世論を強力に補完する[58]。

#### 大正時代
- 1913年（大正2年）
  - 西の河原公園高台にて草津ホテルの創業。当時は洋館であったが、1952年（昭和27年）頃に純和風旅館に改築され、今に到る。大正ロマンの趣きと名称はそのまま。
  - イギリス人宣教師ハンナ・リデルの指導下で、光塩会（草津聖バルナバ教会の前身）の設立。
- 1915年（大正4年） - 牛込聖バルナバ教会のイギリス人宣教師コンウォール・リー（リー女史）が、初めて来草し、湯之沢集落を視察する[58]。
- 1914年（大正3年） - 大字草津にて和菓子屋「満充軒さいふ屋」の創業。現在（2010年代）この店は草津温泉街で温泉饅頭を製造販売する老舗の筆頭である。
- 1916年（大正5年）
  - リー女史が、布教と救らい事業のために草津に移住。以来、湯之沢集落に後半生を捧げることとなる[58]。
  - 某月某日 - 日本画家・川端龍子が、湯畑の「湯滝の灯籠」を画題に『霊泉由来』を描き、出世作となる。
- 1917年（大正6年）- リー女史が、湯之沢集落にて聖バルナバ医院を開院。これによって全国各地からハンセン病患者が集まることとなった湯之沢は大集落になってゆく[58]。
- 1918年（大正7年） - 詩人・平井晩村が来草・入湯し、紀行文『湯けむり』を著した。ここに草津節の元ともいわれる2つの歌「草津よいとこ 白根の雪に 暑さ知らずの風が吹く」と「草津よいとこ 里への土産 袖に湯花の香が残る」を書き残す。
- 1918年（大正7年）頃[59] - 草津節（草津温泉の民謡で湯揉み唄）が生まれる[60]。
- 1922年（大正11年）某月 - 作家・志賀直哉の来草・入湯[15]。

#### 昭和時代

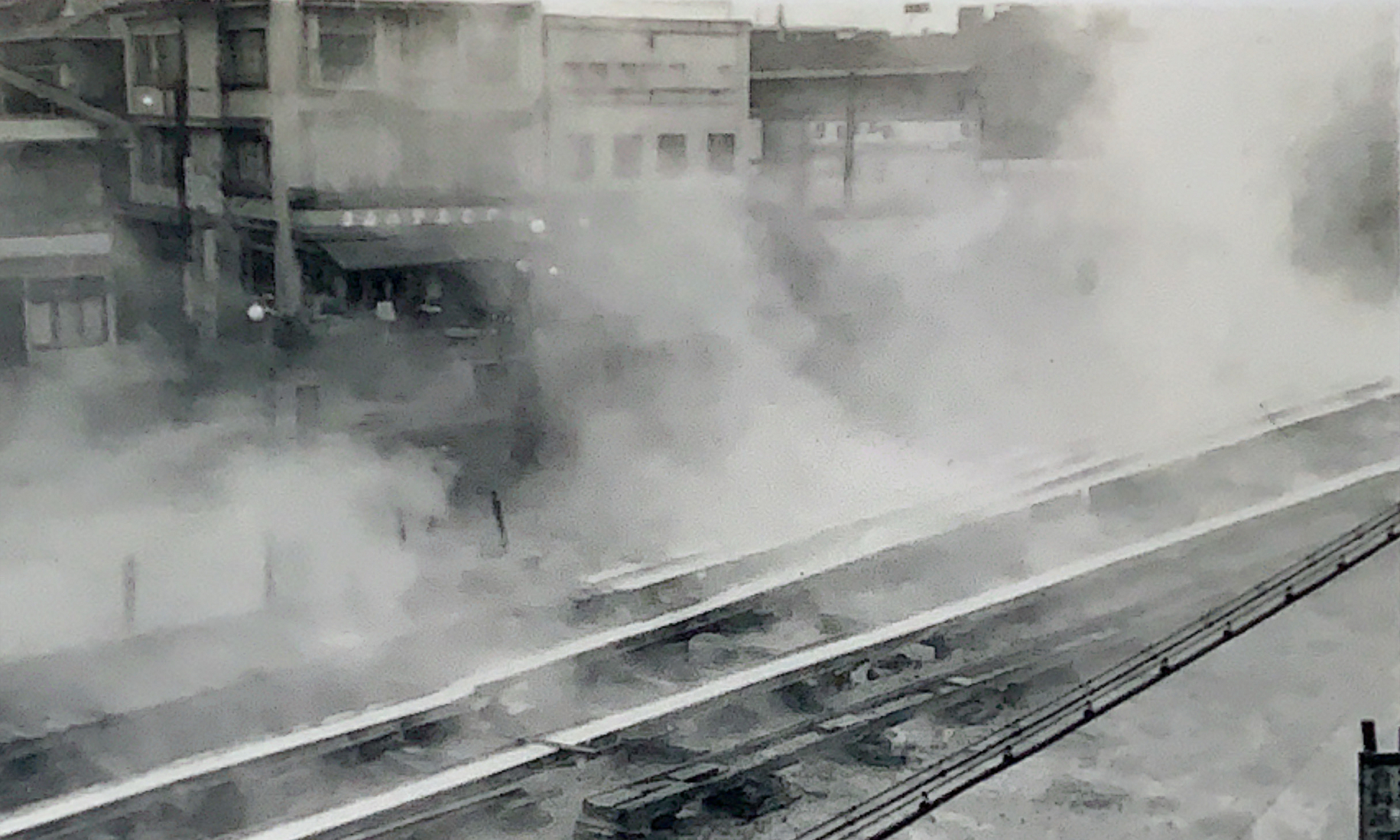
湯畑（1950年頃）

- 1929年（昭和4年）- 尾崎喜八・高村光太郎・竹久夢二の来草・入湯[15]。
- 1931年（昭和6年）
  - 日付未確認 - 国がらい予防法（旧法）を制定し、全てのハンセン病患者の完全隔離政策を推し進めると、湯之沢集落への国および地方自治体からの圧力がますます強まる[58]。
  - 某月某日 - 滝尻原にて、国立ハンセン病療養所の一つである「国立草津療養所（現・国立療養所栗生楽泉園）」の着工。
- 1932年（昭和7年）11月16日 - 国立草津療養所（現・国立療養所栗生楽泉園）の開所／強制収容患者数は男性3名[58]。
- 1933年（昭和8年）某月 - 歌人・斎藤茂吉が来草・入湯し、「いづこにも湯が噴きいでて流れゐる 谷間えお行けば身はあたたかし」と歌を詠む[15]。
- 1935年（昭和10年）
  - 7月 - 草津温泉旅館商業組合（現・草津温泉旅館協同組合）の設立[61]。
  - 西の河原にて、エルヴィン・フォン・ベルツ博士記念碑の建立[15]。
- 1936年（昭和11年）
  - 2月5日 - 雪崩が発生。7棟が倒壊して44人が死亡[62]。
  - 日本軍国主義の高まりの中、湯之沢集落を物心両面で支えてきた日本聖公会とリー女史が、湯之沢集落における救らい事業の継続を断念する[58]。
- 1941年（昭和16年）5月 - 草津聖バルナバ教会にて湯之沢集落の解散式が執り行われる[58]。
- 1942年（昭和17年）
  - 5月 - 湯之沢集落から草津療養所（現・栗生楽泉園）へのハンセン病患者の強制移転が完了。収容患者数は1,263名（男性835名、女性428名）[58]。
  - 12月 - 湯之沢集落の消滅。
- 1943年（昭和18年）- 草津町が、コンウォール・リーから寄贈された「リー女史の山」を「頌徳公園」として開園。
- 1944年（昭和19年） - 草津療養所（現・栗生楽泉園）のハンセン病患者数が同所史上最多に（1,335名）[58]。
- 1945年（昭和20年）1月2日 - 長野原線（現・吾妻線）が長野原駅（現・長野原草津口駅）まで開業。
- 1946年（昭和21年）4月20日 - 長野原駅（現・長野原草津口駅）で旅客営業の開始。貨物駅から一般駅への変更。
- 1950年（昭和25年）4月 - 草津温泉旅館商業組合が改組して草津温泉旅館組合（現・草津温泉旅館協同組合）に改称[61]。
- 1951年（昭和26年）12月20日 - 湯之沢地区にて、群馬大学医学部附属病院草津分院の開院。
- 1953年（昭和28年）8月15日 - 国がらい予防法を制定し、草津療養所（現・栗生楽泉園）を取り巻く状況が大きく変わる[58]。
- 1955年（昭和30年） - 草津療養所（現・栗生楽泉園）のハンセン病患者数が減少に転じる[58]。
- 1956年（昭和31年）12月15日 - 草津温泉旅館組合が改組して草津温泉旅館協同組合に改称[61]。
- 1957年（昭和32年）7月1日（別資料では5月21日） - 一般社団法人草津温泉観光協会の設立[63][64]。
- 1962年（昭和37年）10月17日 - ベルツ博士の生誕地であるドイツの都市ビーティッヒハイム＝ビッシンゲンと、ベルツ博士の絶賛した温泉を擁する草津町が、姉妹都市の盟約を締結する[65]。
- 1969年（昭和44年）3月29日 - 草津町と神奈川県葉山町が、ベルツ博士の縁の許、山間温泉リゾートと海浜リゾートの親善を深めるため、姉妹都市の盟約を締結[65]。
- 1972年（昭和47年）6月17日 - 草津温泉（群馬県）と登別温泉（北海道）が、姉妹温泉協定を締結[65]。
- 1975年（昭和50年）
  - 万代鉱源泉の利用開始。
  - 芸術家・岡本太郎が、湯治とスキーを目的として来草・入湯。当時の草津町町長が経営していたホテルに投宿し、町長と地域づくりについての話が弾むうち、湯畑周辺のデザインを依頼され、これを受けた。かくして、長方形の平面的・無機質な感じの囲いであった石柵を瓢箪形の有機的造形に変え、囲いの内側にある木樋の直線的造形と対の関係を持つ、印象的景観の新たな湯畑が誕生した。また、湯畑を一周できる遊歩道「歩道といこいの場」も太郎の設計による[16][17]。
- 1981年（昭和56年）2月27日 - 草津温泉（群馬県）と下呂温泉（岐阜県）が、姉妹温泉協定を締結[65]。
- 1987年（昭和62年）某月某日 - 西の河原温泉の完成[15]。
- 1988年（昭和63年）草津町温泉資料館のグランドオープン、草津温泉バスターミナルの供用開始[15]。

#### 平成～令和時代
- 1990年（平成2年）8月27日 - 草津山光泉寺境内の階段下にて、小林一茶碑（句碑）の建立（草津町および草津町教育委員会による）。
- 1992年（平成4年）5月20日 - ヨーロッパ随一の高級保養地であるチェコの都市カルロヴィ・ヴァリ（旧名カールスバード）と、ベルツ博士をして「カールスバード以上」と絶賛された草津温泉を擁する草津町が、姉妹都市の盟約を締結する[65]。
- 1996年（平成8年）4月1日 - 国がらい予防法を廃止[58]。
- 1997年（平成9年） - 「草津」という地名を共有する群馬県の「草津町」と滋賀県の「草津市」が、友好交流協定を締結。
- 1999年（平成11年） - 群馬県社会人サッカーリーグ所属チーム「リエゾン草津」（ザスパクサツ群馬の前身）が、東日本サッカーアカデミーの閉鎖で窮地に陥り、所属選手も4名まで激減するも、地元サッカークラブの協力を得てチームは存続し、選手は草津温泉の宿泊施設などでアルバイトの斡旋提供を受けて働きながら練習を続けることとなった[52]。
- 2000年（平成12年）某月某日 - 道の駅草津運動茶屋公園内にて、エルヴィン・フォン・ベルツ博士を顕彰するベルツ記念館の開館。
- 2002年（平成14年）
  - 3月31日 - 群馬大学医学部附属病院草津分院の閉院。
  - 4月某日 - 群馬県社会人サッカーチーム「リエゾン草津」（ザスパクサツ群馬の前身）が「ザスパ草津」に改称し、発足式を草津温泉湯畑で開催する／その名は、英語で「療養目的の温泉」を意味する「spa（スパ）」とチーム誕生の地である「草津温泉」に由来する[52]。
  - 8月1日 - ザスパ草津に、マスコット「湯友」が誕生。キャラクターの設定上では、草津温泉の「熱の湯（ねつのゆ）」から生まれた。
- 2003年（平成15年）2月5日 - 大字草津にて、株式会社草津温泉フットボールクラブが、群馬県社会人サッカーチーム「ザスパ草津」（現・ザスパクサツ群馬）の運営会社として設立される[52]。
- 2004年（平成16年）
  - 10月23日 - 新潟県で新潟県中越地震が発生。その数日後、[誰?]が草津温泉の湯を給水車で被災地へ輸送し、陸上自衛隊需品科の野外浴槽（cf. 野外入浴セット2型）にその湯を提供し、被災者の慰問に役立てる。
  - 長野県の白骨温泉に「草津温泉」の名を冠した入浴剤「草津温泉ハップ」が用いられたことが発覚。これをきっかけに全国で温泉偽装問題が取り沙汰されることとなった。
- 2006年（平成18年）
  - 日本原子力研究開発機構、群馬県などにより、草津温泉の排水中からスカンジウムを回収する実験が行われ、成功する[66][67]。
  - 年末 - 草津温泉街で販売されている湯の花の生産地偽装の発覚。
- 2008年（平成20年）
  - 冬季 - 湯畑を夜間のライトアップで演出する催し「湯畑イルミネーション」の期間限定開催が初めて行われる[18]。
  - 時期未確認 - 群馬県嬬恋村が地熱発電の計画を浮上させた際、建設予定地が草津温泉の源泉から数kmしか離れておらず温泉に影響が出る可能性があるとして草津町が反対を表明したが、科学的根拠は示されなかった。ただし、影響が出ないという科学的根拠もなかった。
- 2011年（平成23年）12月20日 - 国道145号八ッ場バイパスの全線開通。上信自動車道の整備により、草津温泉から3時間圏域が拡大した。その効果は草津温泉の観光客数の着実な増加という形で反映され、2013年（平成25年）には280万人を突破した[68]。
- 2013年（平成25年）4月25日 - 「御座之湯」の新設[69]。
- 2014年（平成26年）7月某日 - イベントスペース「湯路広場」の新設[69]。
- 2015年（平成27年）
  - 2月 - この時を境に、「草津温泉街」の外国語表記が旧来のローマ字表記「Kusatsu onsengai」から英訳表記「Kusatsu onsen town」へ変更される／※詳しくは「#温泉街」を参照。
  - 5月 - 伝統の湯揉みを披露する「熱乃湯」の新装オープン[69]。
  - 西の河原露天風呂のリニューアル[69]。
  - 7月20日 - 草津町温泉資料館の閉館。
  - 11月3日 - 草津町立図書館が草津町立温泉図書館を開館[70][71]。
- 2016年（平成28年）12月24日[72] - 「湯畑イルミネーション」（期間限定）がデザインを一新[73][74]／デザイン担当は面出薫[74]。
- 2017年（平成29年）12月29日 - 観光・旅行業界の専門紙『観光経済新聞』による「第31回にっぽんの温泉100選」で、草津温泉が2017年度の総合第1位を獲得し、15年連続トップとなった[69][75]。第2位は指宿温泉（前回第5位）、第3位は別府八湯（前回第2位）[75]。草津温泉は、泉質部門と雰囲気部門でも第1位、見所・体験の充実部門で第2位（第1位は指宿温泉）、郷土の食文化部門で第3位（第1位は和倉温泉、第2位は指宿温泉）であった[75]。
- 2018年（平成30年）1月23日 - 本白根山（草津白根山の主峰）が噴火。草津温泉街は宿泊キャンセルが相次ぐ事態に[76]／草津温泉は新火口から約5～7キロメートルと十分に離れた場所にあるとは言え、不安を感じた宿泊予約客からの問い合わせとキャンセルが相次ぎ、草津温泉旅館協同組合加盟105施設への調査によれば、26日夕方までに少なくとも約5,500件、延べ人数で約2万300人分の宿泊がキャンセルされた[76]。経済損失はこの時点で3億円弱と推計される[76]。
- 2019年（令和元年）7月31日 - この日を以って湯長制度廃止。翌8月1日より千代の湯、地蔵の湯を無料化[31]。
- 2021年（令和3年）10月1日 - 草津町の条例改正施行（「時間湯」の名称を「伝統湯」に変更。「千代の湯」を「伝統湯千代」、「地蔵の湯」を「伝統湯地蔵」にそれぞれ変更し、指定管理を廃止して町の直接管理に移行）[32]。

## 交通

### 鉄道
- 北陸新幹線およびしなの鉄道線の軽井沢駅から草軽交通または西武観光バスの草津温泉ゆきで約80～95分（西武観光バスの万座温泉経由便は約160分）、終点の草津温泉バスターミナル下車。
- 東日本旅客鉄道（JR東日本）吾妻線長野原草津口駅からJRバス関東の志賀草津高原線で約30分、終点の草津温泉バスターミナル下車。

### 路線バス
- JRバス関東 長野原草津口駅 - 草津温泉バスターミナル - 白根火山
- 草軽交通 軽井沢駅 - 北軽井沢 - 草津温泉バスターミナル - 白根火山
- 西武観光バス 軽井沢駅 - 鬼押出し - 白根火山 - 草津温泉バスターミナル
- 草津温泉町内巡回バス 草津温泉バスターミナル - 草津町内循環
- 上田バス 草津温泉バスターミナル - 新鹿沢温泉 - 上田駅 ※季節運行

### 高速バス
- JRバス関東の上州ゆめぐり号が東京駅、バスタ新宿（新宿駅新南口）と草津温泉を結んでいる。直行便は3時間45分。直行便を除き、途中渋川駅、伊香保温泉などを経由してから、関越自動車道渋川伊香保インターより練馬駅、バスタ新宿へ向かう。1日9往復。
- JRバス関東・秩父鉄道観光バス(JRバス関東アライアンス)にて、東京駅八重洲口と草津温泉を結ぶ直行便（東京ゆめぐり号）も運行される[77]。
- 上田バス、京王バス、東急トランセにて、渋谷マークシティ（渋谷駅）と草津温泉を結ぶ高速バスも軽井沢経由で2017年3月16日より3往復運行される。
- 上田バス、東急バス、相鉄バスにて横浜駅、新横浜駅、たまプラーザ駅と草津温泉を結ぶ高速バスも軽井沢経由で2022年11月1日より3往復運行される。
- 千曲バスにて玉川上水駅、立川駅と草津温泉を結ぶ高速バスも軽井沢経由で2023年4月7日より1往復運行される。
- 関越交通、関東バスにて吉祥寺駅と草津温泉を結ぶ高速バスも2023年11月20日より2往復運行される。
- 秩父鉄道観光バスがJRバス関東とアライアンス提携を行い、加須駅・行田市駅・熊谷駅と草津温泉を結ぶ高速バスも2024年1月20日より1往復運行される[78]。
- 群馬バスがJRバス関東とアライアンス提携を行い、西東京バスと共同で京王八王子駅・JR八王子駅と草津温泉を結ぶ高速バスも2024年12月1日より1往2復運行される。

### 自動車
近くに高速道路のインターチェンジが存在しない。そのため、草津温泉観光協会の観光サイトでは下記のように案内している。
- 関越自動車道 渋川伊香保インターチェンジから約60キロ。
- 上信越自動車道 碓氷軽井沢インターチェンジから約55キロ。
- 上信越自動車道 上田菅平インターチェンジから約51キロ。